# Ozero Tebez
Ozero Tebez (kazakiska: Tebez Köli) är en saltsjö i Kazakstan.   Den ligger i oblystet Aqtöbe, i den västra delen av landet, 900 km väster om huvudstaden Astana. Arean är 8,2 kvadratkilometer.